# رایتالاوا
رایتالاوا (به لاتین: Raitalawa) یک منطقهٔ مسکونی در سری‌لانکا است که در استان مرکزی (سری‌لانکا) واقع شده‌است.